# قائمة الحروب 1990–2002
| بداية | نهاية    | اسم النزاع                                                         | الأطراف المتحاربة | الأطراف المتحاربة |
| بداية | نهاية    | اسم النزاع                                                         | المنتصر | المهزوم |
| ----- | -------- | ------------------------------------------------------------------ | --- | --- |
| 1990  | 1991     | حرب الخليج الثانية                                                 | الكويت · الولايات المتحدة · المملكة المتحدة · السعودية · فرنسا · إيطاليا · كندا · أستراليا · مصر · سوريا · قطر · قوات التحالف | العراق |
| 1990  | 1993     | الحرب الأهلية الرواندية                                            | الجبهة الوطنية الرواندية | الجيش الرواندي عناصر من الجيش الفرنسي (1990–1993) الفرقة الرئاسية الخاصة (1990–1991) |
| 1990  | 1995     | ثورة الطوارق (1990-1996)                                           | مالي · النيجر · غاندا إيسو | الجبهة الإسلامية العربية لأزواد الحركة الوطنية لتحرير ازواد حركات وجبهات في أزواد |
| 1990  | 1990     | أزمة ماندناو                                                       | الفلبين | جمهورية ماندناو الفدرالية |
| 1991  | 1991     | حرب الاستقلال السلوفينية                                           | سلوفينيا | يوغوسلافيا |
| 1991  | 1992     | حرب جنوب أوسيتيا 1991-1992                                         | أوسيتيا الجنوبية · متطوعين من أوسيتيا الشمالية - ألانيا · روسيا · | جورجيا |
| 1991  | 1994     | الحرب الأهلية في جيبوتي                                            | جيبوتي · فرنسا | الجبهة من أجل استعادة الوحدة والديمقراطية |
| 1991  | 1995     | حرب الاستقلال الكرواتية                                            | كرواتيا | جمهورية كراجينا الصربية (1991) · يوغوسلافيا (1991–1992) · جمهورية صرب البوسنة |
| 1991  | 2002     | الحرب الأهلية في سيراليون                                          | سيراليون · كاماجورس · مرتزقة من جنوب أفريقيا · المجموعة الاقتصادية لدول غرب إفريقيا بقيادة نيجيريا · المملكة المتحدة | جماعات سيراليونية معارضة · ليبيريا |
| 1991  | 2002     | الحرب الاهلية الجزائرية                                            | الجزائر · | الجماعة الإسلامية المسلحة |
| 1991  | إلى الآن | الحرب الأهلية الصومالية                                            | 1986–1991: الجماعات المعارضة المسلحة: - الجبهة الديمقراطية الصومالية للإنقاذ - الحركة الوطنية الصومالية - حركة الوطن الصومال - المؤتمر الصومالي الموحد 1992–95: · الأمم المتحدة - UNOSOM I - قوة العمل الموحد - UNOSOM II 2006–09: · الحكومة الاتحادية الانتقالية · إثيوبيا · أميصوم · مجموعات مسلحة حليفة: - التحالف من أجل استعادة السلام ومكافحة الإرهاب - تنظيم أهل السنة والجماعة 2009–إلى الآن: · حكومة الصومال الاتحادية · أميصوم · مستشارين/مشغلين · الولايات المتحدة | 1986–91: الجمهورية الديمقراطية الصومالية (حتى 1991) - الجيش الصومالي مجموعات معارضة حليفة: - الجبهة الوطنية الصومالية (بعد 1991) 1992–93: · المؤتمر الصومالي الموحد · 2006–09: · اتحاد المحاكم الإسلامية · جبهة تحرير أورومو · تحالف إعادة تحرير الصومال · الشباب · حركة راس كمبوني · الجبهة الصومالية الإسلامية · معسكرأنولي · 2009–إلى الآن: · القاعدة - الشباب مجاهدين أجانب · حزب الإسلام |
| 1991  | 1993     | الحرب الأهلية الجورجية                                             | مجلس الدولة الجورجي · روسيا · | جماعة زفياد · الحرس الوطني الجورجي |
| 1991  | 1991     | الانتفاضة الشعبانية                                                | العراق | ميليشات شيعية · كردستان |
| 1992  | 1992     | نزاع شرق بريغورودني                                                | قوات أمن وميليشيا أوسيتيا الشمالية · الحرس الجمهوري لأوسيتيا الشمالية · ميليشيا أوسيتيا الجنوبية · قوزاق الدون · قوزاق تيريك · الجيش الروسي | ميليشيا إنغوشية |
| 1992  | 1996     | الحرب الأهلية الأفغانية (1992–96)                                  | طالبان · القاعدة · بدعم: · السعودية الحزب الإسلامي(بدعم باكستان) · حزب الوحدة (بدعم إيران) · الحركة الإسلامية الوطنية الأفغانية (بدعم أوزبكستان وروسيا) | حزب الوحدة - الجمعية الإسلامية - مجلس شورى النظار - الإتحاد الإسلامي الأفغاني - حزب حركات أفغانستان - الحزب الإسلامي (حتى أغسطس 1992) - الحركة الإسلامية الوطنية الأفغانية (حتى 1994) - حزب الوحدة (حتى ديسمبر 1992) |
| 1992  | 1992     | حرب ترانسنيستريا                                                   | ترانسنيستريا · متطوعون روس · الجيش 14 الروسي · متطوعون أوكرانيون · قوزاق الدون | مولدوفا · متطوعين ومستشارين رومانيين |
| 1992  | 1993     | الحرب في أبخازيا (1992–93)                                         | أبخازيا · روسيا · اتحاد شعوب جبال القوقاز · قوزاق الدون | جورجيا |
| 1992  | 1995     | حرب البوسنة والهرسك                                                | البوسنة والهرسك · كرواتيا · الناتو | · جمهورية صرب البوسنة |
| 1992  | 1994     | الحرب الكرواتية البوسنية جزء من حرب البوسنة                        | البوسنة والهرسك · قوات الدفاع الكرواتية | كروات البوسنة · كرواتيا |
| 1992  | 1997     | الحرب الأهلية في طاجيكستان                                         | طاجيكستان · روسيا · أوزبكستان | طالبان · أفغانستان |
| 1993  | 2005     | حرب الأهلية في بوروندي                                             | قوات حكومية: · حكومة بوروندي - عسكر بورونديون بدعم: · ONUB · بعثة الاتحاد الأفريقي في بوروندي | ميليشيات الهوتو: · CNDD-FDD · FNL ميليشيات التوتسي |
| 1993  | إلى الآن | الصراع العرقي في ناجالاند                                          | الهند - ناجالاند بورما - ساجاينغ | مجموعات ناجالاند متمردة |
| 1993  | 1993     | الأزمة الدستورية الروسية 1993                                      | رئيس روسيا · وحدة الحماية الرئيسية · وزارة الداخلية · وزارة الدفاع - حرس الدبابات الرابعة - وحدة تامان FAPSI - مجموعة ألفا - وحدة فيمبول ‏ | مجلس السوفييت الأعلى مؤتمر نواب الشعب نائب رئيس روسيا داعمو مجلس السوفييت الأعلى وألكسندر روتسكوي |
| 1994  | 1997     | الحرب الأهلية في كردستان العراق                                    | الإتحاد الوطني الكردستاني · المؤتمر الوطني العراقي · حزب العمال الكردستاني · حزب المحافظين الكردي · إيران (منذ 1995) · المجلس الأعلى الإسلامي العراقي - بدعم الولايات المتحدة (منذ 1996) | الحزب الديمقراطي الكردستاني · العراق · تركيا · الحزب الديمقراطي الكردستاني الإيراني · إيران (حتى 1995) |
| 1994  | 1994     | نزاع جياباز                                                        | المكسيك | جيش زاباتيستا للتحرير القومى |
| 1994  | 1994     | الحرب الأهلية اليمنية (1994)                                       | اليمن | اليمن الجنوبي |
| 1994  | 1996     | الحرب الشيشانية الأولى                                             | جمهورية الشيشان إشكيريا | روسيا |
| 1994  | 1999     | نزاع كابريفي                                                       | ناميبيا | جيش تحرير كابريفي |
| 1995  | 1995     | حرب سينيبا                                                         | بيرو | الإكوادور |
| 1995  | 2009     | التمرد في أوجادين                                                  | إثيوبيا | جبهة تحرير اوغادين الوطنية |
| 1995  | إلى الآن | تمرد عفر الثاني                                                    | إثيوبيا · التنظيم الديمقراطي لعفر البحر الأحمر · الحركة الديمقراطية لتحرير كوناما الإريترية · الجبهة الشعبية لتحرير إريتريا · جبهة الخلاص الاريترية | إريتريا · جبهة وحدة عفر الثورية الديموقراطية |
| 1996  | إلى الآن | تمرد قوات التحالف الديمقراطي                                       | أوغندا · جمهورية الكونغو الديمقراطية | قوات التحالف الديمقراطي الجيش الوطني لتحرير أوغندا |
| 1996  | 2006     | الحرب الأهلية في نيبال                                             | مملكة نيبال (الحكومة) · بدعم من: · الولايات المتحدة · الهند · المملكة المتحدة · فرنسا · البرتغال · الاتحاد الأوروبي | الحزب الشيوعي النيبالي (الماوي) · بدعم من: · الصين · إندونيسيا |
| 1996  | 2001     | الحرب الأهلية الأفغانية (1996-2001)                                | دولة أفغانستان الإسلامية · بعد أحداث 11 سبتمبر 2001: · الولايات المتحدة · المملكة المتحدة · كندا · أستراليا · بدعم من: · إيران · الهند | طالبان · إمارة أفغانستان الإسلامية · القاعدة · |
| 1996  | 1997     | حرب الكونغو الأولى                                                 | AFDL · أوغندا · رواندا · بوروندي · أنغولا | زائير · يونيتا · جيش تحرير رواندا |
| 1997  | 1997     | الثورة الألبانية 1997‏                                              | ألبانيا · ألمانيا · إيطاليا | مليشيا ألبانية محلية |
| 1997  | 1999     | الحرب الأهلية لجمهورية الكونغو الثانية                             | جمهورية الكونغو (حكومة ديني ساسو نغيسو) · ميليشيا الكوبرا · ميليشيا هوتوالرواندية · أنغولا | جمهورية الكونغو} (حكومة باسكال ليسوبا) · ميليشيا كوكوي · ميليشيا النينجا · ميليشيا نسيلولو · ميليشيا مامبا |
| 1997  | 1997     | اشتباكات في كمبوديا 1997                                           | هون سين (حزب الشعب الكمبودي) · فيتنام | نورودوم رانارده (فنسينبك) الخمير الحمر |
| 1997  | 2008     | تمرد إدارة بول بدأت جزءا من الحرب الأهلية لجمهورية الكونغو الثانية | جمهورية الكونغو | ميليشيا النينجا |
| 1998  | 1998     | الحرب في أبخازيا (1998)                                            | أبخازيا | الفيلق الأبيض إخوة الغابات |
| 1998  | 1999     | حرب كوسوفو                                                         | الناتو · ألبانيا · القوات المسلحة لجمهورية كوسوفو · جيش تحرير كوسوفو | جمهورية يوغوسلافيا الاتحادية |
| 1998  | 2000     | الحرب الإثيوبية الإريترية                                          | إثيوبيا | إريتريا |
| 1998  | 2003     | حرب الكونغو الثانية                                                | داعمي الحكومة: · جمهورية الكونغو الديمقراطية · ناميبيا · زيمبابوي · أنغولا · تشاد · قوات مناهضة لأوغندا: جيش الرب · السودان (مزاعم) - تحالف القوى الديمقراطية - جبهة إنقاذ أوغندا الوطني - الجبهة القومية والاندماجية ميليشيات مناهضة لرواندا: · القوى الديمقراطية لتحرير رواندا - ماي ماي - إنتراهاموي - التجمع الجمهوري من أجل الديمقراطية في رواندا - جيش تحرير رواندا - قوى حليفة من الهوتو ميليشيات مناهضة لبوروندي: - CNDD-FDD - جبهة التحالف الوطني | ميليشيات حليفة لرواندا: - التجمع من اجل الديمقراطية الكونغولية - التجمع من اجل الديمقراطية الكونغولية-غوما - بنيامولنج ميليشيات حليفة لأوغندا: - حركة تحرير الكونغو - قوى التجديد - اتحاد الوطنيين الكونغوليين - قوى حليفة من التوتسي ميليشيات مناهضة لأنغولاا: · يونيتا |
| 1998  | 1999     | الحرب الأهلية في غينيا بيساو                                       | قوات معارضة بقيادة أنسيومان ماني | غينيا بيساو · السنغال · غينيا |
| 1998  | 1998     | عملية ثعلب الصحراء                                                 | الولايات المتحدة · المملكة المتحدة | العراق |
| 1998  | إلى الآن | الحرب على القاعدة في اليمن                                         | الحكومة اليمنية - الجيش اليمني - الحرس الجمهوري اليمني - القوات الجوية اليمنية - قوات يمنية شبه عسكرية - قبائل موالية للحكومة - مقاتلون حوثيون بدعم من: - الولايات المتحدة - السعودية - إيران - المغرب - الأردن | تنظيم القاعدة في جزيرة العرب أنصار الشريعة (بعد 2011) - تنظيم القاعدة في جزيرة العرب - جيش عدن أبين الإسلامي - حركة الجهاد الإسلامي في اليمن بدعم من: - الشباب الصومالي |
| 1999  | 1999     | حرب كارجيل                                                         | الهند | باكستان |
| 1999  | 2000     | أزمة تيمور الشرقية 1999                                            | تيمور الشرقية · أستراليا · قوات انترفيت | ميليشيا موالية لإندونيسيا · إندونيسيا |
| 1999  | 2001     | التمرد في وادي بريسيفو                                             | صربيا والجبل الأسود | جيش تحرير برسيفو ومدفيدا وبويانوفاك |
| 1999  | 2003     | الحرب الأهلية الليبيرية الثانية                                    | حزب الاتحاد الليبيري للمصالحة و الديمقراطية حركة للديمقراطية في ليبيريا | ليبيريا |
| 1999  | 2007     | نزاع إيتوري                                                        | قبيلة هيما: · اتحاد الوطنيين الكونغوليين (UPC) · قوى التجديد · أوغندا · جمهورية الكونغو الديمقراطية · MONUC · أرتيمس | قبيلة لندو: الجبهة القومية والاندماج (FNI) جبهة المقاومة الوطنية في إيتوري (FRPI) الحبهة الشعبية للعدالة في الكونغو (PFJC) ماي ماي |
| 1999  | 1999     | حرب داغستان جزء من الحرب الشيشانية الثانية                         | روسيا | لواء حفظ السلام الدولي الإسلامي · شورى داغستان |
| 1999  | 2009     | الحرب الشيشانية الثانية                                            | الاتحاد الروسي · جمهورية الشيشان | جمهورية الشيشان إشكيريا · مليشيا قوقازية · مجاهدون عرب |
| 2000  | 2000     | حرب ست أيام (2000) جزء من حرب الكونغو الثانية                      | رواندا | أوغندا |
| 2000  | 2005     | الانتفاضة الفلسطينية الثانية                                       | إسرائيل | حماس - كتائب القسام فتح - كتائب شهداء الأقصى والتنظيم الجبهة الشعبية لتحرير فلسطين - كتائب أبو علي مصطفى الجبهة الديموقراطية لتحرير فلسطين · لجان المقاومة الشعبية · حركة الجهاد الإسلامي في فلسطين - سرايا القدس أخرون · بدعم من: · العراق |
| 2001  | 2001     | نزاع بنغلاديش الهند الحدودي 2001                                   | الحكومة المؤقتة في بنغلاديش(بدعم من): باكستان | الهند |
| 2001  | 2001     | التمرد في جمهورية مقدونيا                                          | مقدونيا | جيش التحرير الوطني |
| 2001  | إلى الآن | حرب أفغانستان (2001-2014)                                          | التحالف: ISAF ‏(2001–14) - ألبانيا - أرمينيا (IPAP) - أستراليا (GP) - النمسا (PfP) - أذربيجان (PfP) - البحرين (ICI) - بلجيكا - البوسنة والهرسك (IPAP) - بلغاريا - كندا - كرواتيا - جمهورية التشيك - الدنمارك - السلفادور - إستونيا - فنلندا (PfP) - فرنسا - جورجيا(IPAP) - ألمانيا - اليونان - المجر - أيسلندا - أيرلندا (PfP) - إيطاليا - الأردن (MD) - لاتفيا - ليتوانيا - لوكسمبورغ - ماليزيا - منغوليا (GP) - الجبل الأسود (PfP) - هولندا - نيوزيلندا (GP) - النرويج - بولندا - البرتغال - جمهورية مقدونيا (MAP) - رومانيا - سنغافورة (2008–13) - سلوفاكيا - سلوفينيا - كوريا الجنوبية (GP) - إسبانيا - السويد (PfP) - سويسرا (2004–08) (PfP) - تونغا - تركيا - أوكرانيا (PfP) - الإمارات (ICI) - المملكة المتحدة - الولايات المتحدة جمهورية أفغانستان الإسلامية 2004 - إلى الآن · بعثة الدعم الحازم - أستراليا - جمهورية التشيك - جورجيا (IPAP) - ألمانيا - إيطاليا - رومانيا - إسبانيا - تركيا - المملكة المتحدة - الولايات المتحدة · | الجماعات المتمردة: - طالبان - تنظيم القاعدة - شبكة حقاني - الحزب الإسلامي الأفغاني - اتحاد المعارضة الطاجيكية - IMU1 - جماعات أخرى |
| 2002  | 2002     | أزمة جزيرة تورة                                                    | إسبانيا | المغرب |
| 2002  | إلى الآن | عملية الحرية الدائمة – الفلبين                                     | حكومة الفلبين · الولايات المتحدة (مستشارين) - القوات المسلحة الأمريكية | تمرد حركة مورو: · جبهة تحرير مورو الإسلامية (حتى 6 أكتوبر 2012) · جماعة أبو سياف · الجماعة الإسلامية · متمردين شيوعيين: · جيش الشعب الجديد · الحزب الشيوعي الفليبيني |
| 2002  | إلى الآن | عملية الحرية الدائمة – القرن الأفريقي                              | الناتو (2001–14) - بلجيكا - كندا - الدنمارك - فرنسا - ألمانيا - اليونان - إيطاليا - هولندا - البرتغال - إسبانيا - تركيا - المملكة المتحدة - الولايات المتحدة · حلفاء في القرن الأفريقي: - جيبوتي - الصومال - إثيوبيا - السودان - سيشل - كينيا · حلفاء خارج الناتو: - أستراليا - أذربيجان - الصين - الاتحاد الأوروبي - الهند - إندونيسيا - اليابان - كازاخستان - قرغيزستان - ماليزيا - نيوزيلندا - باكستان - روسيا - سنغافورة - كوريا الجنوبية - طاجيكستان - تايلند - تركمانستان - أوغندا - أوكرانيا - أوزبكستان | متمردون: · حركة الاتحاد الإسلامي (Dis) · اتحاد المحاكم الإسلامية (Dis) · حركة الشباب الإسلامية · الحزب الإسلامي (Dis) - تحالف إعادة تحرير الصومال (Dis) - حركة راس كمبوني (Dis) - الجبهة الصومالية الإسلامية (Dis) - معسكرأنولي (Dis) تنظيم القاعدة · القراصنة: - بحارة صوماليون - متطوعي الحرس الوطني الصومالي - مجموعة ماركا - مجموعة بونت لاند - قراصنة يمنيون                             |
| 2002  | 2007     | الحرب الأهلية الأولى في ساحل العاج                                 | مقاتلون 1 · ساحل العاج · مرتزقة ليبيريون · ميليشيا الوطنيون الشباب في أبيدجان · بدعم من: · روسيا · بلغاريا · روسيا البيضاء · مقاتلون 2 · مجموعات القوات الجديدة المسلحة · مقاتلون 3 · فرنسا · قوات حفظ السلام | مقاتلون 1 · ساحل العاج · مرتزقة ليبيريون · ميليشيا الوطنيون الشباب في أبيدجان · بدعم من: · روسيا · بلغاريا · روسيا البيضاء · مقاتلون 2 · مجموعات القوات الجديدة المسلحة · مقاتلون 3 · فرنسا · قوات حفظ السلام |